# Copa ULEB 2006-07
La temporada 2006-07 de la Copa ULEB (la segunda competición de clubes de baloncesto de Europa) fue la 5.ª edición de la Copa ULEB. Se disputó del 30 de octubre de 2006 al 10 de abril de 2007 y la organizó la Unión de Ligas Europeas de Baloncesto (ULEB).

## Formato de la competición
Para esta temporada la competición contiene 24 equipos en la fase de grupos. Hay 4 grupos, cada uno con 6 equipos. Los 24 equipos se clasificaron directamente a la Copa ULEB. Los cuatro mejores equipos de cada grupo de la fase de grupos avanzan a los octavos de final. En esta fase se juega en un formato de ida y de vuelta, determinada por un marcador global. El equipo mejor clasificado del fase de grupos juega el segundo partido de la serie en casa. Los 8 ganadores de los octavos de final avanzarán a los cuartos de final. En esta fase se juega en un formato de ida y de vuelta, determinada por un marcador global. El equipo mejor clasificado de la fase de grupos juega el segundo partido de la serie en casa.
Los 4 ganadores de los cuartos de final avanzarán a las semifinales. En esta fase se juega en un formato de ida y de vuelta, determinada por un marcador global. El equipo mejor clasificado de la fase de grupos juega el segundo partido de la serie en casa. Los dos últimos equipos restantes avanzan a la Final. En esta fase se juega a partido único en el Spiroudome de Charleroi.

## Equipos
| Campeón | Subcampeón | Semifinales | Cuartos de final | Octavos de final | Fase de grupos |

| País         | Equipos | Equipos            | Equipos        | Equipos  |
| ------------ | ------- | ------------------ | -------------- | -------- |
| Serbia       | 3       | BC FMP             | Crvena Zvezda  | Hemofarm |
| Alemania     | 2       | Alba Berlin        | Brose Baskets  |          |
| Bélgica      | 2       | Dexia Mons         | Oostende       |          |
| España       | 2       | Gran Canaria       | Real Madrid    |          |
| Francia      | 2       | Nancy              | Strasbourg     |          |
| Grecia       | 2       | AEK Athens         | PAOK           |          |
| Italia       | 2       | Montepaschi        | Snaidero Udine |          |
| Rusia        | 2       | Khimki             | Unics Kazan    |          |
| Bulgaria     | 1       | Lukoil Academic    |                |          |
| Israel       | 1       | Hapoel Migdal      |                |          |
| Letonia      | 1       | BK Ventspils       |                |          |
| Lituania     | 1       | Lietuvos Rytas     |                |          |
| Países Bajos | 1       | EiffelTowers       |                |          |
| Polonia      | 1       | Anwil Wloclawek    |                |          |
| Turquía      | 1       | Besiktas ColaTurka |                |          |

## Fase de grupos
| Clasificados para la Fase Final | Eliminados |

|    | Equipo         | PJ | PG | PP | PF  | PC  | +/-  |
| -- | -------------- | -- | -- | -- | --- | --- | ---- |
| 1. | Lietuvos Rytas | 10 | 7  | 3  | 822 | 758 | +64  |
| 2. | Nancy          | 10 | 7  | 3  | 844 | 764 | +80  |
| 3. | Hemofarm       | 10 | 6  | 4  | 798 | 752 | +46  |
| 4. | Gran Canaria   | 10 | 5  | 5  | 690 | 700 | -10  |
| 5. | Brose Baskets  | 10 | 3  | 7  | 693 | 772 | -79  |
| 6. | AEK Athens     | 10 | 2  | 8  | 721 | 822 | -101 |

|    | Equipo             | PJ | PG | PP | PF  | PC  | +/- |
| -- | ------------------ | -- | -- | -- | --- | --- | --- |
| 1. | BC FMP             | 10 | 8  | 2  | 846 | 778 | +68 |
| 2. | BK Ventspils       | 10 | 7  | 3  | 827 | 779 | +48 |
| 3. | Strasbourg         | 10 | 5  | 5  | 775 | 767 | +8  |
| 4. | Snaidero Udine     | 10 | 5  | 5  | 801 | 792 | +9  |
| 5. | Anwil Wloclawek    | 10 | 3  | 7  | 753 | 813 | -60 |
| 6. | Besiktas ColaTurka | 10 | 2  | 8  | 726 | 799 | -73 |

|    | Equipo          | PJ | PG | PP | PF  | PC  | +/- |
| -- | --------------- | -- | -- | -- | --- | --- | --- |
| 1. | Montepaschi     | 10 | 8  | 2  | 808 | 748 | +60 |
| 2. | Khimki          | 10 | 5  | 5  | 866 | 835 | +31 |
| 3. | Hapoel Migdal   | 10 | 5  | 5  | 821 | 796 | +25 |
| 4. | Alba Berlin     | 10 | 4  | 6  | 759 | 770 | -11 |
| 5. | Lukoil Academic | 10 | 4  | 6  | 724 | 783 | -59 |
| 6. | Oostende        | 10 | 4  | 6  | 741 | 789 | -48 |

|    | Equipo        | PJ | PG | PP | PF  | PC  | +/-  |
| -- | ------------- | -- | -- | -- | --- | --- | ---- |
| 1. | Real Madrid   | 10 | 7  | 3  | 823 | 723 | +100 |
| 2. | Unics Kazan   | 10 | 7  | 3  | 796 | 720 | +76  |
| 3. | Crvena Zvezda | 10 | 7  | 3  | 839 | 793 | +46  |
| 4. | PAOK          | 10 | 6  | 4  | 725 | 778 | -53  |
| 5. | EiffelTowers  | 10 | 2  | 8  | 810 | 874 | -64  |
| 6. | Dexia Mons    | 10 | 1  | 9  | 791 | 896 | -105 |

## Fase Final
|  | Octavos de final | Octavos de final | Octavos de final | Octavos de final |     |             | Cuartos de final | Cuartos de final | Cuartos de final | Cuartos de final |  |             | Semifinales | Semifinales | Semifinales | Semifinales |                |                | Final          | Final | Final | Final |
|  |                  |                  |                  |                  |     |             |                  |                  |                  |                  |  |             |             |             |             |             |                |                |                |       |       |       |
|  | BC FMP           | 88               | 70               | 158              |     |             |                  |                  |                  |                  |  |             |             |             |             |             |                |                |                |       |       |       |
|  | Gran Canaria     | 84               | 64               | 148              |     |             |                  |                  |                  |                  |  |             |             |             |             |             |                |                |                |       |       |       |
|  | Gran Canaria     | 84               | 64               | 148              |     | BC FMP      | 79               | 88               | 167              |                  |  |             |             |             |             |             |                |                |                |       |       |       |
|  |                  |                  |                  |                  |     | BC FMP      | 79               | 88               | 167              |                  |  |             |             |             |             |             |                |                |                |       |       |       |
|  |                  | Hapoel Migdal    | 88               | 70               | 158 |             |                  |                  |                  |                  |  |             |             |             |             |             |                |                |                |       |       |       |
|  | BK Ventspils     | Hapoel Migdal    | 88               | 70               | 158 | 73          | 62               | 135              |                  |                  |  |             |             |             |             |             |                |                |                |       |       |       |
|  | BK Ventspils     |                  |                  |                  |     | 73          | 62               | 135              |                  |                  |  |             |             |             |             |             |                |                |                |       |       |       |
|  | Hapoel Migdal    | 88               | 73               | 161              |     |             |                  |                  |                  |                  |  |             |             |             |             |             |                |                |                |       |       |       |
|  | Hapoel Migdal    | 88               | 73               | 161              |     |             |                  |                  |                  |                  |  | BC FMP      | 67          | 72          | 139         |             |                |                |                |       |       |       |
|  |                  |                  |                  |                  |     |             |                  |                  |                  |                  |  | BC FMP      | 67          | 72          | 139         |             |                |                |                |       |       |       |
|  |                  | Lietuvos Rytas   | 78               | 69               | 147 |             |                  |                  |                  |                  |  |             |             |             |             |             |                |                |                |       |       |       |
|  | Nancy            | Lietuvos Rytas   | 78               | 69               | 147 | 86          | 74               | 160              |                  |                  |  |             |             |             |             |             |                |                |                |       |       |       |
|  | Nancy            |                  |                  |                  |     | 86          | 74               | 160              |                  |                  |  |             |             |             |             |             |                |                |                |       |       |       |
|  | Strasbourg       | 89               | 86               | 175              |     |             |                  |                  |                  |                  |  |             |             |             |             |             |                |                |                |       |       |       |
|  | Strasbourg       | 89               | 86               | 175              |     | Strasbourg  | 83               | 56               | 139              |                  |  |             |             |             |             |             |                |                |                |       |       |       |
|  |                  |                  |                  |                  |     | Strasbourg  | 83               | 56               | 139              |                  |  |             |             |             |             |             |                |                |                |       |       |       |
|  |                  | Lietuvos Rytas   | 70               | 72               | 142 |             |                  |                  |                  |                  |  |             |             |             |             |             |                |                |                |       |       |       |
|  | Lietuvos Rytas   | Lietuvos Rytas   | 70               | 72               | 142 | 72          | 65               | 137              |                  |                  |  |             |             |             |             |             |                |                |                |       |       |       |
|  | Lietuvos Rytas   |                  |                  |                  |     | 72          | 65               | 137              |                  |                  |  |             |             |             |             |             |                |                |                |       |       |       |
|  | Snaidero Udine   | 75               | 60               | 135              |     |             |                  |                  |                  |                  |  |             |             |             |             |             |                |                |                |       |       |       |
|  | Snaidero Udine   | 75               | 60               | 135              |     |             |                  |                  |                  |                  |  |             |             |             |             |             | Lietuvos Rytas | Lietuvos Rytas | Lietuvos Rytas | 75    |       |       |
|  |                  |                  |                  |                  |     |             |                  |                  |                  |                  |  |             |             |             |             |             |                | Lietuvos Rytas | Lietuvos Rytas | 75    |       |       |
|  |                  | Real Madrid      | Real Madrid      | Real Madrid      | 87  |             |                  |                  |                  |                  |  |             |             |             |             |             |                |                |                |       |       |       |
|  | Real Madrid      | Real Madrid      | Real Madrid      | Real Madrid      | 87  | 74          | 73               | 147              |                  |                  |  |             |             |             |             |             |                |                |                |       |       |       |
|  | Real Madrid      |                  |                  |                  |     | 74          | 73               | 147              |                  |                  |  |             |             |             |             |             |                |                |                |       |       |       |
|  | Alba Berlin      | 65               | 57               | 122              |     |             |                  |                  |                  |                  |  |             |             |             |             |             |                |                |                |       |       |       |
|  | Alba Berlin      | 65               | 57               | 122              |     | Real Madrid | 83               | 79               | 162              |                  |  |             |             |             |             |             |                |                |                |       |       |       |
|  |                  |                  |                  |                  |     | Real Madrid | 83               | 79               | 162              |                  |  |             |             |             |             |             |                |                |                |       |       |       |
|  |                  | Crvena Zvezda    | 72               | 78               | 150 |             |                  |                  |                  |                  |  |             |             |             |             |             |                |                |                |       |       |       |
|  | Khimki           | Crvena Zvezda    | 72               | 78               | 150 | 77          | 76               | 153              |                  |                  |  |             |             |             |             |             |                |                |                |       |       |       |
|  | Khimki           |                  |                  |                  |     | 77          | 76               | 153              |                  |                  |  |             |             |             |             |             |                |                |                |       |       |       |
|  | Crvena Zvezda    | 89               | 93               | 182              |     |             |                  |                  |                  |                  |  |             |             |             |             |             |                |                |                |       |       |       |
|  | Crvena Zvezda    | 89               | 93               | 182              |     |             |                  |                  |                  |                  |  | Real Madrid | 69          | 84          | 153         |             |                |                |                |       |       |       |
|  |                  |                  |                  |                  |     |             |                  |                  |                  |                  |  | Real Madrid | 69          | 84          | 153         |             |                |                |                |       |       |       |
|  |                  | Unics Kazan      | 76               | 63               | 139 |             |                  |                  |                  |                  |  |             |             |             |             |             |                |                |                |       |       |       |
|  | Unics Kazan      | Unics Kazan      | 76               | 63               | 139 | 90          | 95               | 185              |                  |                  |  |             |             |             |             |             |                |                |                |       |       |       |
|  | Unics Kazan      |                  |                  |                  |     | 90          | 95               | 185              |                  |                  |  |             |             |             |             |             |                |                |                |       |       |       |
|  | Hemofarm         | 73               | 64               | 137              |     |             |                  |                  |                  |                  |  |             |             |             |             |             |                |                |                |       |       |       |
|  | Hemofarm         | 73               | 64               | 137              |     | Unics Kazan | 83               | 97               | 180              |                  |  |             |             |             |             |             |                |                |                |       |       |       |
|  |                  |                  |                  |                  |     | Unics Kazan | 83               | 97               | 180              |                  |  |             |             |             |             |             |                |                |                |       |       |       |
|  |                  | Montepaschi      | 53               | 96               | 149 |             |                  |                  |                  |                  |  |             |             |             |             |             |                |                |                |       |       |       |
|  | Montepaschi      | Montepaschi      | 53               | 96               | 149 | 79          | 80               | 159              |                  |                  |  |             |             |             |             |             |                |                |                |       |       |       |
|  | Montepaschi      |                  |                  |                  |     | 79          | 80               | 159              |                  |                  |  |             |             |             |             |             |                |                |                |       |       |       |
|  | PAOK             | 62               | 77               | 139              |     |             |                  |                  |                  |                  |  |             |             |             |             |             |                |                |                |       |       |       |

| Campeones de la Copa ULEB 2006-07 |
| --------------------------------- |
| Real Madrid Primer título         |

## Galardones

### MVP de la Final
| Pos. | Jugador       | Equipo      |
| ---- | ------------- | ----------- |
| E    | Charles Smith | Real Madrid |